# Superquad
El superquad es una modalidad de motociclismo semejante al supermoto pero que se disputa mediante quads (también conocidos como cuatrimotos) en vez de motocicletas normales. Por tanto, se realiza sobre una pista de karting pavimentada donde se le acopla un tramo de tierra que ocupa un 20-30% del recorrido y algún que otro salto o dubbie, pero sin exceso de ellos. A pesar de que en su origen el superquad está compuesto por asfalto y tierra, cada vez podemos ver más pruebas que sólo se realizan sobre asfalto, sea a causa del coste económico o sea a causa de las preferencias de los pilotos. 
Esta especialidad requiere otra técnica diferente a la del quadcross, ya que no deben afrontar numerosos saltos en la pista, pero sí curvas de diferentes tipos. Además, la falta de peralte exige que el piloto se incline hacia el lado interno para evitar que el vehículo vuelque. La zona de tierra de esta especialidad también contiene saltos, pero no son igual de grandes que los que podemos encontrar en el QuadCross. En el superquad, las máquinas están preparadas principalmente para asfalto, lo que genera que al llegar a la zona de tierra con saltos, la cosa se complica bastante más al llevar unos amortiguadores bajos y un despeje al suelo menor.
En España actualmente hay un campeonato a nivel nacional muy destacado (de los más reconocidos del mundo), pero en este sólo se realizan carreras de asfalto, es decir, sin la zona de tierra. En Argentina también hay un campeonato destacado que crece cada día más. En este campeonato sí que encontramos la zona de tierra.
- Datos: Q6136016